# The Karate Kid Part II: The Computer Game
The Karate Kid Part II: The Computer Game é um jogo de luta baseado no filme de 1986 The Karate Kid Part II. Foi lançado inicialmente para o Atari ST em 1986, e um porte para Amiga foi publicado em 1987. Foi publicado pela Microdeal na Europa e nos Estados Unidos, e distribuído pela Ozisoft na Austrália.

## Jogabilidade
The Karate Kid Part II é um jogo de luta. Durante grande parte do jogo, o jogador controla Daniel LaRusso, que enfrenta vários adversários em partidas de karatê. O jogador pode usar uma variedade de movimentos de ataque, incluindo chutes circulares e chutes voadores. Alguns movimentos são mais eficazes do que outros. O jogo inclui dois níveis de bônus jogados ocasionalmente após as lutas. Em um nível de bônus, o jogador controla o Sr. Miyagi enquanto ele tenta pegar uma mosca usando hashis. No outro nível de bônus, Daniel deve quebrar blocos de gelo. O jogo também inclui uma opção para dois jogadores.

## Recepção
The Karate Kid Part II recebeu elogios por seus gráficos, embora alguns críticos tenham criticado os designs de personagens pequenos. O som também foi elogiado, enquanto a música recebeu respostas positivas e negativas.
Francis Jago, do Commodore User, chamou-o de "um excelente jogo de combate/luta que realmente faz justiça ao Amiga". Jago elogiou a sequência de carregamento do jogo e escreveu que muitas das sequências do filme "foram recriadas fielmente" para um jogo que "é um tie-in de filme muito mais aceitável do que alguns". A Computer and Video Games elogiou a execução rápida dos vários ataques, afirmando que colocou o jogo "numa categoria um pouco mais alta do que a maioria dos outros" jogos de beat 'em up. Benn Dunnington da .info elogiou o controle do joystick do jogo, chamando-o de "natural e responsivo". Duncan Evans, da Popular Computing Weekly, escreveu que os jogos baseados em filmes "muitas vezes não correspondem" ao material de origem, afirmando que The Karate Kid Part II "excede todas as expectativas".
O autor Jamie Lendino escreveu em 2019 que o jogo tinha dois benefícios, afirmando que foi lançado em um momento em que "ainda havia poucos jogos preciosos disponíveis para o ST, e era realmente bom", considerando que era um tie-in do filme. Lendino elogiou os cenários de fundo, os efeitos sonoros e a "animação fluida e controle preciso".